# Круминьш, Мартиньш
Мартиньш Круминьш (латыш. Mārtiņš Krūmiņš; 2 марта 1900, Рига — 1992, США) — латвийский и американский художник-импрессионист.

## Биография
Сын небогатого рижского предпринимателя. После начала Первой мировой войны семья переехала вглубь России в Сибирь и поселилась в Иркутске. М. Круминьш окончил Иркутское коммерческое училище. Во время Гражданской войны, при приближении красных, он вступил в латвийской полк, который был сформирован союзниками.
В составе полка был отправлен в Латвию через Китай, Корею, Индию, Суэцкий канал, Средиземное море и Северную Атлантику.
В 1929—1935 учился в студии русского эмигрантского художника Сергея Виноградова, под влиянием которого сформировалась его творческая манера. В 1935 году поступил в Латвийскую Академию художеств. Ученик Вильгельма Пурвитиса. В 1942 получил звание академического художника-живописца.
В октябре 1944 года М. Круминьш отплыл из Лиепаи в Данциг. После завершения Второй мировой войны как перемещенное лицо поселился в лагере для беженцев в Аугсбурге.
В 1950 году эмигрировал в США и поселился в Нью-Йорке.
Организовал ряд индивидуальных выставок по всей территории Соединенных Штатов, а также в Канаде, Швеции и Латвии. Принимал участие во многих совместных выставках с другими латвийскими художниками. Некоторые из них были организованы Ассоциацией Фонда американо-латвийской культуры, а также группой латвийских художников в Нью-Йорке.